# Constant Goosens
Constant „Stanny” Goosens (ur. 30 stycznia 1937 w Turnhout) – belgijski kolarz szosowy, brązowy medalista mistrzostw świata.

## Kariera
Największy sukces w karierze Constant Goosens osiągnął w 1959 roku, kiedy zdobył brązowy medal w wyścigu ze startu wspólnego amatorów podczas szosowych mistrzostw świata w Zandvoort. W zawodach tych wyprzedził go jedynie Gustav-Adolf Schur z NRD oraz Holender Bas Maliepaard. Był to jednak jedyny medal wywalczony przez Goosensa na międzynarodowej imprezie tej rangi. Ponadto wygrał między innymi wyścig Dookoła Tunezji w 1960 roku oraz Omloop van Midden-Brabant w 1960 roku, w 1958 roku był drugi w klasyfikacji generalnej Tour de Pologne, a rok później był drugi w Österreich-Rundfahrt. Nigdy nie wystąpił na igrzyskach olimpijskich. Jako zawodowiec startował w 1960-1963.